# Вогонь, що мерехтить в ночі
«Вогонь, що мерехтить в ночі» («Գիշերվա մեջ առկայծող կրակը») — радянський художній фільм 1983 року, знятий режисерами Рубеном Геворкянцем і Георгієм Кеворковим на кіностудії «Вірменфільм».

## Сюжет
Про життя та діяльність Михайла Налбандяна (1829—1866), вірменського письменника, поета, філософа та літературного критика. За революційну діяльність Налбандян був ув'язнений у Петропавлівську фортецю.

## У ролях
- Артур Месчян — Михайло Налбандян
- Гурген Тонунц — Назарянц
- Альона Бєляк — Ася
- Станіслав Коренєв — Ланськой
- Володимир Кочарян — Манучаров
- Леонід Кулагін — Герцен
- Микола Глинський — Федоровський
- Михайло Довлатян — Андреас
- Юрій Богданов — Сергій Петрович Боткін
- Віктор Михайлов — слідчий
- Юрій Авшаров — роль другого плану
- Арусь Папян — роль другого плану
- Олександр Вігдоров — роль другого плану
- Володимир Бурмістров — роль другого плану
- Андрій Домарьов — роль другого плану

## Знімальна група
- Режисери — Рубен Геворкянц, Георгій Кеворков
- Сценарист — Арнольд Григорян
- Оператор — Рудольф Ватинян
- Композитор — Артур Месчян
- Художник — Рафаель Бабаян